# 二つ玉低気圧
二つ玉低気圧（ふたつだまていきあつ）は、2つの低気圧が日本海と日本の南岸を挟むように通過するものである。初冬や春先によく発生する。各地で雨や雪となるが、日本海低気圧による暖気の影響で気温が上がるためほとんどが雨、若しくは湿り雪主体の天候となる。また、大気の状態が不安定になり、強風や激しい雷雨になることもある。東日本の東方沖で低気圧が1つにまとまり、爆弾低気圧化することもある。低気圧が抜けた後は冬型の気圧配置へと変わる。

## 現象
低気圧が日本海と太平洋を通過するため、広範囲に荒天をもたらす。また、低気圧と低気圧の間は疑似好天となり、一時的に天候が回復するが、すぐに再び悪天候に変わる。1990年12月11日に千葉県茂原市で発生した大きな竜巻（茂原市竜巻災害）も、二つ玉低気圧によるものである。
特に登山においては、疑似好天とその後の悪天候によりしばしば大規模な遭難事故をもたらすため恐れられている。

## 二つ玉低気圧が原因とされる遭難事故
- 1963年1月 - 愛知大学山岳部薬師岳遭難事故
- 1965年5月 - 中部山岳を始め全国で死者60余名、負傷者30名以上の大量遭難
- 1980年12月 - 逗子開成高校八方尾根遭難事故
- 1994年2月 - 吾妻連峰雪山遭難事故
- 2009年4月 - 鳴沢岳遭難事故
- 2012年5月 - 白馬岳の大量遭難事故